# Heterophyidae

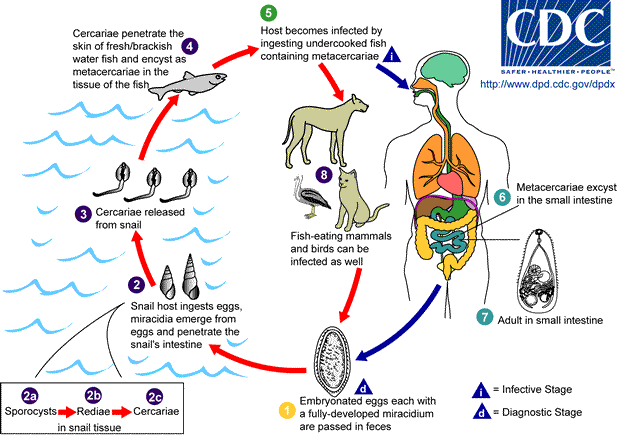
Життєвий цикл Heterophyes

Heterophyidae — родина кишкових паразитів класу Трематода, ряду Plagiorchiida.
Тегумент покритий шипами. Ротовий присосок не озброєний, або озброєний навколоротовими шипами. Фарінкс присутній. Генітальний синус присутній. Черевний і статевий присосок зазвичай не зливається в один орган. Цирус і бурса відсутні. Два сім'яника розташовані в задній частині тіла. Жовточники в задній частині тіла.
Перші проміжні хазяї — молюски Prosobranchia, другі — риби. Паразити птахів, ссавців і людини. Типовими представниками родини є роди:
- Heterophyes
- Metagonimus
- Cryptocotyle
- Stellantchasmus
- Euryhelmis